# Campocologno

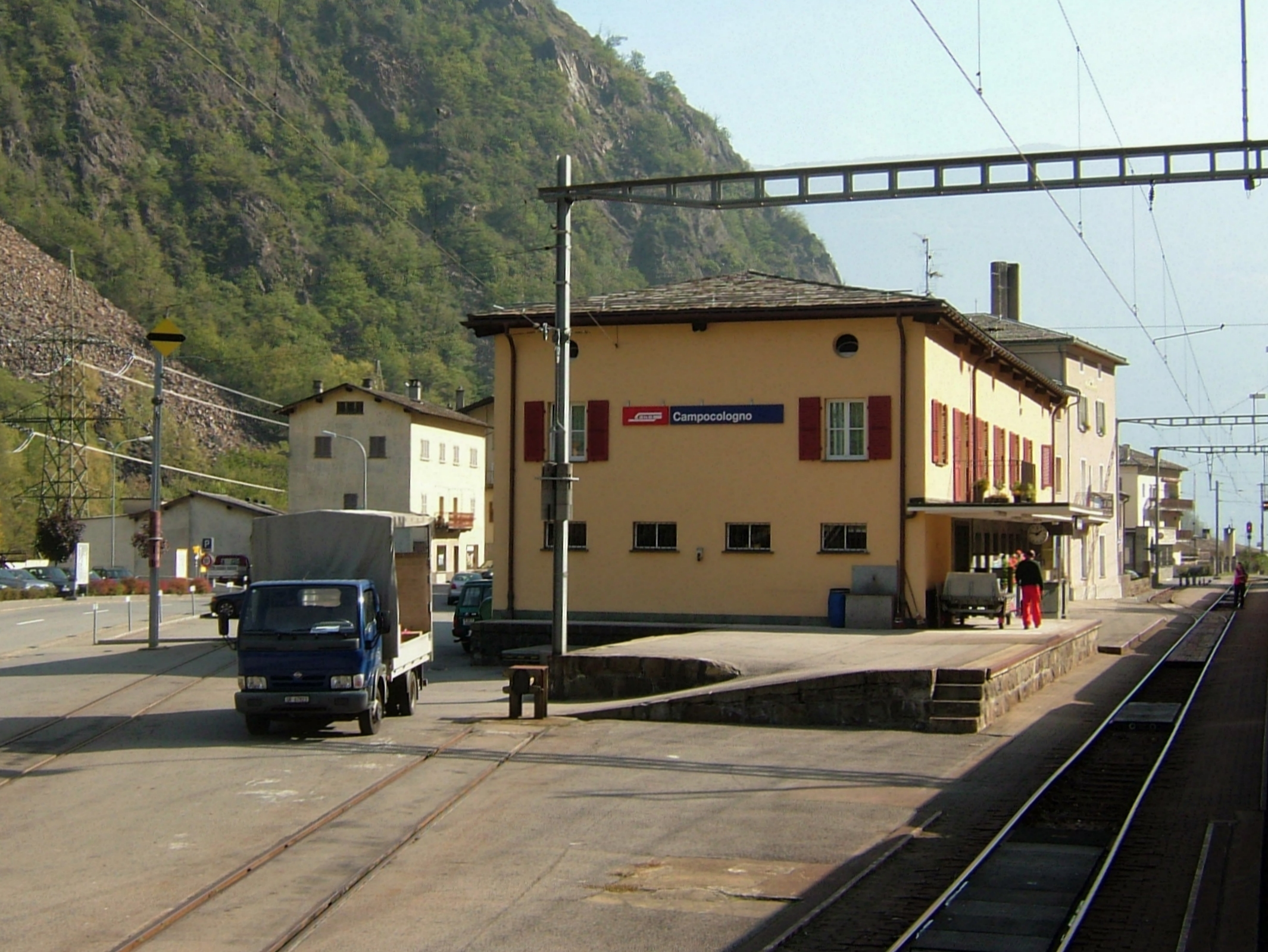
Järnvägsstationen i Campocologno

Campocologno (på lombardiska Cunculugn) är en by i kommunen Brusio i kantonen Graubünden i Schweiz. Den ligger vid gränsen med Italien, 2,5 km från Tirano.